# 小行星6556
小行星6556（6556 Arcimboldo）是一颗绕太阳运转的小行星，为主小行星带小行星。该小行星于1989年12月29日发现。

## 轨道参数
小行星6556的轨道半长轴为2.1996875 UA，离心率为0.134。